# سبورت وانكايو
سبورت وانكايو (بالإسبانية:Sport Huancayo) هو نادي كرة قدم بيروفي من مدينة وانكايو، بيرو. تم تأسيسه يوم 7 فبراير 2007 وفي 2008 صعد الفريق لدوري الدرجة الممتازة لأول مرة. توج في نفس العام بكأس البيرو وشارك في كوبا ليبرتادوريس مرة واحدة عام 2011 وسيشارك في 2012. يلعب النادي مبارياته المنزلية على ملعب وانكايو الذي يتسع لحوالي 20,000 متفرج.